# Sean Johnson
Sean Johnson (Lilburn, 1989. május 31. –) amerikai válogatott labdarúgó, a Toronto kapusa.

## Pályafutása

### Klubcsapatokban
Johnson a georgia állambeli Lilburn városában született.
2009-ben mutatkozott be az Atlanta Blackhawks felnőtt keretében. 2010-ben az első osztályban szereplő Chicago Fire csapatához igazolt. 2016. december 12-én szerződést kötött a New York City együttesével. Először 2017. március 5-én, az Orlando City ellen idegenben 1–0-ra elvesztett bajnokin lépett pályára. 2023. január 27-én a Torontohoz írt alá.

### A válogatottban
Johnson az U20-as és az U23-as korosztályú válogatottakban is képviselte Amerikát.
2011-ben debütált a felnőtt válogatottban. Először 2011. január 22-én, Chile ellen 1–1-es döntetlennel zárult barátságos mérkőzés félidejében, Nick Rimandot váltva lépett pályára.

## Statisztikák
2023. június 11. szerint
| Klub          | Szezon   | Osztály  | Bajnokság | Bajnokság | Kupa  | Kupa | Nemzetközi | Nemzetközi | Összesen | Összesen |
| Klub          | Szezon   | Osztály  | Meccs     | Gól       | Meccs | Gól  | Meccs      | Gól        | Meccs    | Gól      |
| ------------- | -------- | -------- | --------- | --------- | ----- | ---- | ---------- | ---------- | -------- | -------- |
| New York City | 2017     | MLS      | 34        | 0         | 1     | 0    | —          | —          | 35       | 0        |
| New York City | 2018     | MLS      | 35        | 0         | 0     | 0    | —          | —          | 35       | 0        |
| New York City | 2019     | MLS      | 30        | 0         | 0     | 0    | —          | —          | 30       | 0        |
| New York City | 2020     | MLS      | 26        | 0         | 0     | 0    | 3          | 0          | 29       | 0        |
| New York City | 2021     | MLS      | 33        | 0         | 0     | 0    | 1          | 0          | 34       | 0        |
| New York City | 2022     | MLS      | 37        | 0         | 0     | 0    | 6          | 0          | 43       | 0        |
| New York City | Összesen | Összesen | 195       | 0         | 1     | 0    | 10         | 0          | 206      | 0        |
| Toronto       | 2023     | MLS      | 18        | 0         | 1     | 0    | —          | —          | 19       | 0        |
| Összesen      | Összesen | Összesen | 213       | 0         | 2     | 0    | 10         | 0          | 225      | 0        |

### A válogatottban
| Válogatott       | Év       | Pályára lépés | Gól |
| ---------------- | -------- | ------------- | --- |
| Egyesült Államok | 2011     | 1             | 0   |
| Egyesült Államok | 2012     | 1             | 0   |
| Egyesült Államok | 2013     | 2             | 0   |
| Egyesült Államok | 2015     | 1             | 0   |
| Egyesült Államok | 2019     | 3             | 0   |
| Egyesült Államok | 2020     | 1             | 0   |
| Egyesült Államok | 2022     | 1             | 0   |
| Egyesült Államok | 2023     | 3             | 0   |
| Összesen         | Összesen | 13            | 0   |

## Sikerei, díjai
Chicago Fire
- US Open Cup
  - Döntős (1): 2011

New York City
- MLS
  - Bajnok (1): 2021

- Campeones Cup
  - Győztes (1): 2022

Amerikai válogatott
- CONCACAF-aranykupa
  - Győztes (3): 2013, 2017, 2021
  - Ezüstérmes (1): 2019

- CONCACAF Nemzetek ligája
  - Győztes (1): 2019–20

Egyéni
- MLS All-Stars: 2022